# Андієв Сослан Петрович
Сослан Петрович Андієв (ос. Андиаты Петры фырт Сослан; нар. 21 квітня 1952, Дзауджикау — пом. 22 листопада 2018, Москва) — радянський борець вільного стилю, тренер; олімпійський чемпіон з 1976 року. Виступав за спортивне товариство «Динамо» міста Орджонікідзе. Майор внутрішньої служби.

## Біографія
Народився 21 квітня 1952 року в місті Дзауджикау (тепер Владикавказ, Північна Осетія, Росія). 1974 року закінчив економічний факультет Горського сільськогосподарського інституту. Кандидат сільськогосподарських наук. Член КПРС з 1976 року.
У 1985 році на кіностудії Казахфільм знявся у художньому фільмі «Знай наших!» в ролі Рауля ле Буше.
Як тренер підготував бронзового призера Олімпійських ігор 1988 року Володимира Тогузова.
Впродовж 1990—1998 років обіймав посаду віце-президента Олімпійського комітету Росії, був членом виконавчого комітету Олімпійського комітету Росії. Одночасно впродовж 1989—2007 років — голова комітету з фізичної культури і спорту Північно-Осетинської АРСР, потім Республіки Північна Осетія-Аланія.
Помер в Москві 22 листопада 2018 року. Похований в Північній Осетії в селі Гізелі.

## Спортивні досягнення
- Дворазовий олімпійський чемпіон (1976, 1980);
- Чотириразовий чемпіон світу (1973, 1975, 1977, 1978);
- Срібний призер чемпіонату світу (1974);
- Переможець Кубка світу (1973, 1976, 1981);
- Чемпіон Європи (1974, 1975, 1982);
- Переможець Спартакіади народів СРСР (1975);
- Чемпіон СРСР (1973—1978, 1980);
- Переможець абсолютної першості СРСР з вільної боротьби (1976).

## Відзнаки
нагороди
- Орден Дружби народів (10 вересня 1976; за високі спортивні досягнення на змаганнях XXI літніх Олімпійських ігор);
- Орден Трудового Червоного Прапора (24 вересня 1980; за високі спортивні досягнення та успіхи в розвитку фізичної культури і спорту);
- Орден Дружби (22 січня 1997; за заслуги перед державою, вагомий внесок у зміцнення дружби і співпраці між народами, багаторічну плідну діяльність у галузі культури і мистецтва, високі досягнення в розвитку фізичної культури і спорту)[3];
- Орден Пошани (16 жовтня 2002; за заслуги в розвитку фізичної культури і спорту, багаторічну сумлінну працю);
- Золотий орден Міжнародної федерації спортивної боротьби (FILA);
- Медаль «У Славу Осетії»
- Почесна грамота Президії Верховної Ради РРФСР (26 квітня 1993; за довголітню плідну роботу, великі особисті заслуги в розвитку фізичної культури і спорту в Російській Федерації та в зв'язку з 70-річчям від дня утворення першого в Росії фізкультурно-спортивного товариства «Динамо»);

почесні звання СРСР
- Заслужений майстер спорту СРСР з 1973 року;
- Заслужений діяч культури Північно-Осетинської АРСР з 1976 року;
- Заслужений тренер РРФСР з 1987 року;
- Заслужений працівник фізичної культури РРФСР з 20 грудня 1991 року (за заслуги в розвитку фізичної культури і спорту).